# Луций Фурий Медуллин (военный трибун 407 года до н. э.)
Луций Фурий Медуллин (лат. Lucius Furius Medullinus; V—IV века до н. э.) — римский политический деятель из патрицианского рода Фуриев, семь раз избиравшийся военным трибуном с консульской властью (в 407, 405, 398, 397, 395, 394 и 391 годах до н. э.). 
В 407 году до н. э. Луций Фурий был одним из четырёх военных трибунов, которые не оказали своевременную помощь городу Верругина; в результате вольски смогли взять город и перебить его защитников. В 405 году до н. э. Луций Фурий был одним из шести военных трибунов, начавших осаду Вейй.
Остальные пять трибунских сроков Луций Фурий тоже был членом коллегии из шести военных трибунов. Дважды его коллегой был сородич, Марк Фурий Камилл.